# Амбакс
Амба́кс (фр. Ambax, окс. Ambacs) — коммуна во Франции, находится в регионе Юг — Пиренеи. Департамент — Верхняя Гаронна. Входит в состав кантона Л’Иль-ан-Додон. Округ коммуны — Сен-Годенс.
Код INSEE коммуны — 31007.

## География

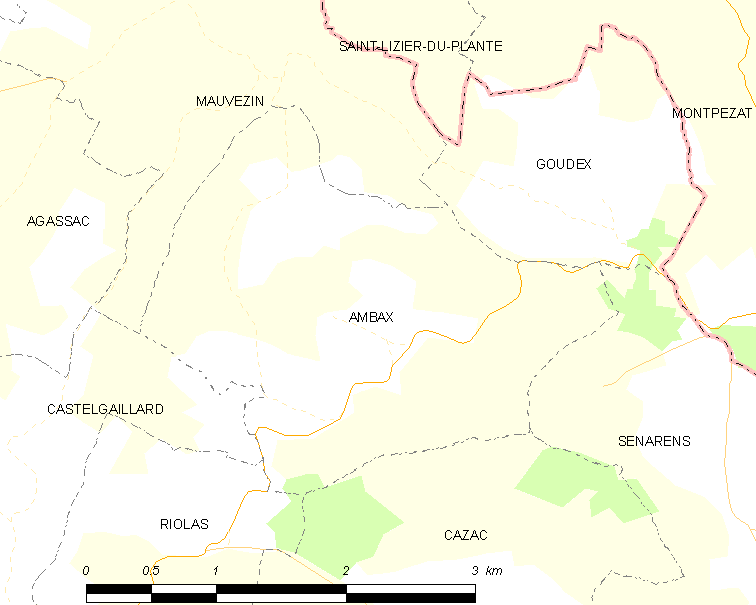
Карта коммуны

Коммуна расположена приблизительно в 620 км к югу от Парижа, в 50 км к юго-западу от Тулузы.
На юге коммуны протекают небольшие реки Перега (фр. Peyréga) и Бюрру (фр. Burrou).

## Климат
Климат умеренно-океанический. Зима мягкая и снежная, весна характеризуется сильными дождями и грозами, лето сухое и жаркое, осень солнечная. Преобладают сильные юго-восточные и северо-западные ветры.

## Население
Население коммуны на 2010 год составляло 70 человек.
| 1962 | 1968 | 1975 | 1982 | 1990 | 1999 | 2010 |
| ---- | ---- | ---- | ---- | ---- | ---- | ---- |
| 88   | 83   | 83   | 76   | 77   | 72   | 70   |

## Экономика
В 2010 году среди 48 человек трудоспособного возраста (15—64 лет) 32 были экономически активными, 16 — неактивными (показатель активности — 66,7 %, в 1999 году было 71,7 %). Из 32 активных жителей работали 27 человек (14 мужчин и 13 женщин), безработных было 5 (3 мужчин и 2 женщины). Среди 16 неактивных 6 человек были учениками или студентами, 6 — пенсионерами, 4 были неактивными по другим причинам.

## Достопримечательности
- Церковь Св. Мартина
- Башня Жестер